# Wright (Nowy Jork)
Wright – miasto w Stanach Zjednoczonych, w stanie Nowy Jork, w hrabstwie Schoharie.